# Diplomonadida
Ordre
Synonymes
- Trepomonadea Cavalier-Smith, 1993

Position phylogénétique
Eukaryota
- Excavata
  - c.n.n.
    - Malawimonadidea
    - Metamonada
      - Anaeromonada
        - Trimastigida
        - Oxymonadida

      - Trichozoa
        - Fornicata
        - Parabasalia

  - Discoba
    - Jakobea
    - Discicristata
      - Euglenozoa
      - Percolozoa

Les diplomonades (Diplomonadida), diplomonadines ou trépomonades sont des organismes unicellulaires pourvus de 2 noyaux et de 8 flagelles. Ils ne possèdent ni plaste, ni appareil de Golgi, par pertes secondaires. Cependant ils possèdent une mitochondrie modifiée appelée mitosome. Ils sont soit parasites du tube digestif d'animaux comme les sangsues et les vertébrés, soit libres dans les eaux douces riches en matières organiques.
La plupart habitent le tube digestif des animaux mais certaines espèces de Trepomonas ou d'Hexamita sont des formes libres vivant en milieu anaérobique comme les sédiments. Certaines d'entre elles comme Giardia intestinalis est responsable d'infections intestinales chez les humains et les animaux domestiques.

## Classification
L'ordre des Diplomadida regroupe les genres suivants :
- Sous-ordre 1 ou ordre des Giardiida Cavalier-Smith, 1996
  - Octomitus
  - Giardia
  - Brugerolleia
- Sous-ordre 2
  - Gyromonas
  - Hexamita
  - Spironucleus
  - Trepomonas
  - Enteromonas
  - Trimitus
  -  ? Caviomonas
  -  ? Trigonomonas

### Quelques espèces
- Giardia lamblia
- Octomitus negleca